# Lilly Dubowitz
Lilly Magdalena Suzanne Dubowitz (ur. 20 marca 1930 w Budapeszcie, zm. 14 marca 2016 r.) – angielska lekarz pediatra i neurolog pochodzenia żydowsko-węgierskiego, która opracowała razem z mężem Victorem Dubowitzem przełomową skalę oceny wieku ciążowego noworodków oraz skalę oceny neurologicznej noworodków.

## Biografia
Urodziła się w rodzinie żydowskiego inżyniera włókiennika Gyuli Sebőka i Hedvigi Popper. W czasie II wojny światowej ojciec trafił do obozu pracy, natomiast Lilly wraz z matką ukrywały się, korzystając z dokumentów wystawionych przez ambasadę szwedzką. Po wojnie ojciec zmarł krótko po opuszczeniu obozu na atak serca, natomiast Lilly po maturze w 1948 roku wraz z matką wyemigrowała do Australii. W 1956 roku ukończyła studia na wydziale lekarskim University of Melbourne i 1958 roku wyjechała do Londynu na staż specjalizacyjny z endokrynologii. Po zawarciu związku małżeńskiego przeniosła się do Sheffield, gdzie w 1973 roku obroniła doktorat.
Na początku lat 70. uczestniczyła we wdrażaniu ultrasonografii przezciemiączkowej u noworodków, a w połowie lat 80. obrazowania metodą rezonansu magnetycznego centralnego układu nerwowego u noworodków. W 1970 roku Lilly Dubowitz opracowała wraz z mężem Victorem przełomową metodę oceny wieku ciążowego noworodków, która pozwalała na diagnostykę różnicową wcześniactwa od hipotrofii wewnątrzmacicznej, natomiast w 1980 roku, również wraz z mężem, skalę oceny neurologicznej noworodków nazwaną skalą Dubowitzów. W anglosaskim slangu medycznym powstał czasownik „to Dubowitz” oznaczający wykonanie oceny wieku ciążowego noworodka.
W 1995 roku przeszła na emeryturę, Przeprowadziła wówczas poszukiwania swojego zaginionego wuja Stefana Seböka, przedwojennego architekta, zamordowanego przez NKWD, czego owocem była wysoko oceniona przez badaczy przedmiotu książka.
Od 1960 roku żona Victora Dubowitza, z którym miała czterech synów.

## Ważniejsze publikacje
- Gestational age of the newborn. A clinical manual. 1977. ISBN 978-0-201011-71-5. Brak numerów stron w książce
- The Neurological Assessment of the Preterm & Full-Term Newborn Infant. 1981. ISBN 978-0-433079-03-3. Brak numerów stron w książce
- Color Atlas of Brain Disorders in the Newborn. 1990. ISBN 978-0-815129-64-6. Brak numerów stron w książce
- In search of a forgotten architect: Stefan Sebök 1901-1941. 2012. ISBN 978-1-907896-21-7. Brak numerów stron w książce

## Ważniejsze wyróżnienia
- honorowy członek Royal College of Physicians of London[2].